# Caloptilia rhodorella
Caloptilia rhodorella là một loài bướm đêm thuộc họ Gracillariidae. Nó được tìm thấy ở Canada (Nova Scotia).
Ấu trùng ăn Rhododendron canadense và Rhodora species. Chúng ăn lá nơi chúng làm tổ.